# ديفيد كورنثويت
ديفيد كورنثويت (بالإنجليزية: David Cornthwaite)‏، (ولد في 25 أكتوبر 1979) هو مغامر إنجليزي، وكاتب ومخرج. كان سبب شهرته هو مشروع الألف بعثه استكشافية، حيث قام بإجراء 25 رحلة منفصلة من 1000 ميل أو أكثر،  باستخدام نماذج مختلفة غير آلية النقل. وسجل رقما قياسيا عالميا في موسوعة غينيس للسفر مسافة 5823 كم من بيرث إلى بريزبان في أستراليا في عام 2006.